# Kultura czarnoleska

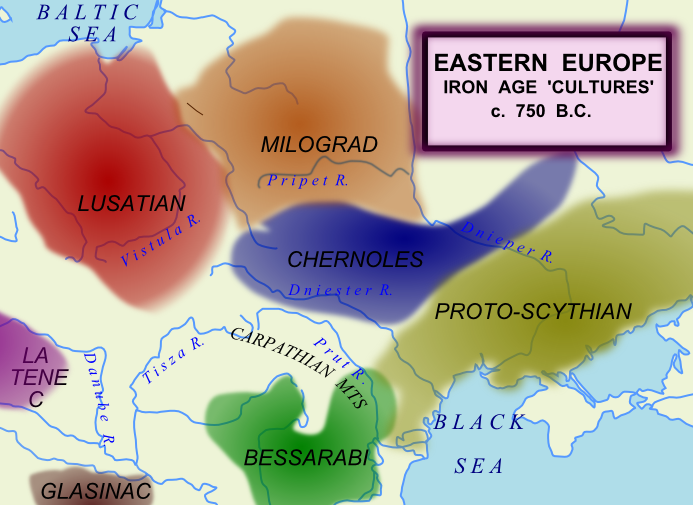
Kultury archeologiczne we wschodniej Europie u schyłku epoki brązu.

Kultura czarnoleska – kultura archeologiczna schyłku epoki brązu i wczesnej epoki żelaza, zajmująca tereny leśno-stepowe na obszarze od środkowego Podniestrza do dorzecza Worskli. Jej nazwa pochodzi od stanowiska w Czarnym Lesie w obwodzie kirowohradzkim na Ukrainie. Powstała w XI w. p.n.e. w wyniku oddziaływania egzystujących nad dolnym Dunajem kręgu kultur z ceramiką stempelkową. Ludność kultury czarnoleskiej budowała osiedla o charakterze obronnym. Jej wytwórczość brązownicza i żelazna prezentowała wysoki poziom. Mimo iż osady tej kultury od X w. p.n.e. były fortyfikowane, nie zabezpieczyło ich to przed kolejnymi najazdami ludów koczowniczych. 
Kres tej kultury, który datuje się na VI w. p.n.e., nastąpił w wyniku silnego oddziaływania Scytów.